# Watshamiella aurea
Watshamiella aurea är en stekelart som först beskrevs av Girault 1919. Watshamiella aurea ingår i släktet Watshamiella och familjen fikonsteklar. Inga underarter finns listade i Catalogue of Life.